# Manuel Jaime Guerrero Paz
Manuel Jaime Guerrero Paz (Pasto 15 de julio de 1933) Es un militar colombiano. Fue General del Ejército Nacional de Colombia y Ministro de defensa, entre 1988 y 1989.

## Biografía
Contrajo matrimonio en 1961. Licenciado en ciencias de la educación, con especialización en psicología y pedagogía en la Universidad Pedagógica Nacional. Fue el encargado de la Operación Córdoba contra el Movimiento 19 de abril (M-19), que freno la intención de ese grupo de ingresar por la Costa Pacífica. Fue comandante de la Tercera Brigada en el Cauca. Entre el 8 de noviembre de 1988 y 1989 fue Ministro de Defensa, hasta que por diferencias con el gobierno fue reemplazado. Se formó en la Escuela de las Américas por lo cual se le denunció en varias ocasiones.
El 22 de noviembre de 1988 fue objeto de un atentado en su contra, por un grupo no identificado, donde murieron 3 de sus escoltas. No se estableció el autor del atentado, y algunas versiones lo adjudican al Comando Ricardo Franco. El grupo lo desmintió y acusó del mismo a las Fuerzas Armadas Revolucionarias de Colombia - Ejército del Pueblo (FARC-EP), que lo condeno. Participó en el proceso de paz con el M-19. Durante su administración, se ejecutó la Operación Jamaica, en la cual se incautó armamento para las FARC-EP.
Fue nombrado embajador de Colombia en Polonia hasta 1993.